# Costa Rica i olympiska vinterspelen 1992
Costa Rica deltog med fyra deltagare vid de olympiska vinterspelen 1992 i Albertville. Ingen av landets deltagare erövrade någon medalj.